# Parti social démocratique (Brésil, 1945-65)
Ne pas confondre avec le nouveau Parti social démocratique fondé en 2011.
Ne doit pas être confondu avec Parti de la social-démocratie brésilienne.
Le Parti social démocratique (Partido Social Democrático, PSD) est un ancien parti politique brésilien, fondé, sous les auspices de Getúlio Vargas, le 17 juillet 1945 et supprimé sous la dictature militaire, par l’Acte institutionnel numéro deux (AI-2), le 27 octobre 1965.
Un nouveau Parti social démocratique sera reconstitué en 2011 après la chute du régime militaire, par Gilberto Kassab.